# Чернушка (собака)
Черну́шка — собака-космонавт, запущенная 9 марта 1961 года и успешно приземлившаяся в поле у деревни Старый Токмак Заинского района Татарстана. Кроме неё, в аппарате был манекен, прозванный «Иваном Ивановичем», 12 мышей и мухи.
Несмотря на требование правительства СССР о срочном запуске в космос человека, С. П. Королёв принял решение осуществить его только после двух подряд успешных пусков кораблей с собаками. На этот раз предполагались одиночные одновитковые полёты. 9 марта 1961 года был осуществлён первый из них на корабле «Восток ЗКА № 1». 25 марта такой же полёт благополучно провела Звёздочка с тем же манекеном на борту. Оба этих пуска считаются генеральной репетицией первого полёта человека в космос, который состоялся в День космонавтики 12 апреля того же года.
Как вспоминала профессор А. Р. Котовская, во время полёта Чернушки были апробированы средства спасения человека.

## Приземление
Ожидалось, что приземление аппарата с Чернушкой на борту произойдёт в Саратовской области. Однако сделавший 1 виток вокруг Земли «Восток» потерял связь с ЦУП и, не добравшись до запланированной точки посадки, приземлился в заснеженное поле в девяти километрах от Заинска, около деревни Старый Токмак. Манекен «Иван Иванович» на парашюте опустился в нескольких сотнях метров от капсулы с животными.
Мы катались с горы на лыжах на уроке физкультуры, когда услышали взрывы, подобно артиллерийским. Взрослые рассказали, будто за вторым переездом разбился самолет, и летчик весь в крови лежит прямо на снегу. Мы с ребятами бросились в поле. Где-то в километре от нашей деревни увидели ярко-оранжевый парашют и кресло, в котором сидел манекен. На нем была надпись «Не трогать, сообщить местным властям». Через несколько минут над полем пролетел самолёт, и из него один за другим посыпались парашютисты.Александр Западнов, местный житель. На момент событий ему было 12 лет

## Память
В 1961 году, вскоре после успешного полёта собаки, была выпущена почтовая марка с её изображением.
В экспозиции Заинского краеведческого музея представлены фотографии, документы и коллажи, посвящённые полету Чернушки.
После смерти из собаки изготовили чучело и передали в Артек. Затем чучело отдали в Алуштинский краеведческий музей для реставрации. С 1969 года чучело Чернушки хранится в Музее истории медицины в Риге.
В 2011 году по инициативе местного краеведа Владимира Малахова в Заинске был объявлен конкурс на проект памятника Чернушке. Победил проект творческой мастерской «Ива». Авторы: Ильдар Аскаров, Владимир Иванов и Андрей Муртазин. Памятник сделан из бронзы и сплава чёрных металлов. А постамент для него сделали в Заинском строительном кооперативе «Рось». Открытие памятника состоялось 27 декабря 2011 года и вызвало значительный интерес среди местных жителей, особенно среди контингента образовательных учреждений.